# Marathon féminin aux championnats du monde d'athlétisme 2019
Pour un article plus général, voir Championnats du monde d'athlétisme 2019.
Navigation
Londres 2017 Eugene 2021
L'épreuve du marathon féminin des championnats du monde de 2019 se déroule le 27 septembre 2019 sur la corniche de Doha, au Qatar. Elle est remportée par la Kényane Ruth Chepngetich.

## Critères de qualification
Pour se qualifier pour les championnats, il faut avoir réalisé 2 h 37 min 0 s ou moins entre le 7 mars 2018 et le 6 septembre 2019.
Les fédérations ont également la possibilité d'aligner des athlètes ayant fini dans les 10 premiers d'une course à Label d'or durant la période de sélection, la cible fixée par l'IAAF étant de 100 concurrentes.
Quelques jours avant la compétition, l'IAAF publie une liste de 71 participantes de 41 nations. Finalement ce sont 68 concurrentes qui s'élancent le 27 septembre à 23 h 59, dont la tenante du titre Rose Chelimo, et la Kényane Ruth Chepngetich qui a réalisé le meilleur temps de la saison.

## Parcours
Le parcours emprunte la corniche, qui relie la baie de Doha et le centre-ville et consiste en une boucle de 7 km que les athlètes effectuent six fois.

## Résumé de la course
Le départ est donné à 23 h 59, ce qui est une première dans l'histoire des championnats. Officiellement la température se situe entre 30 et 32,7 °C pour 73 % de taux d'humidité. Selon d'autres sources, il y avait 33 °C pour un ressenti de 42.
Ruth Chepngetich produit une première accélération au 10e kilomètre. Au 15e kilomètre un groupe de cinq se dégage, comprenant Chepngetich, ses compatriotes Kiplagat et Visiline Jepkesho, la tenante du titre Rose Chelimo du Bahreïn et la Namibienne Johannes. Chepngetich effectue une accélération décisive au 34e kilomètre et n'est plus rejointe. C'est son premier sacre majeur. La tenante du titre Chelimo obtient la deuxième place, devant la Namibienne Johannes. A la quatrième place Edna Kiplagat, championne du monde en 2011 et 2013 puis médaillée d'argent en 2017, manque de peu un nouveau podium mondial à quarante ans. 
Seules quarante concurrentes sur 68 terminent la course, soit un taux d'abandons de 41 %. Celui-ci était de 11 %, deux ans plus tôt, lors de l'édition londonienne. Afin d'éviter un tel fiasco, les promoteurs des Jeux olympiques d'été de 2020, ont décidé de déplacer les épreuves du marathon et de marche, initialement programmées, du 6 au 9 août, à Tokyo, capitale du pays organisateur : le Japon, au parc Ōdōri, à Sapporo, une ville, située sur l'île d'Hokkaidō, qui a été l'hôte des JO d'hiver de 1972,,.

## Résultats
| Rang                      | Nom                         | Nationalité                | Temps           | Notes |
| ------------------------- | --------------------------- | -------------------------- | --------------- | ----- |
| Médaille d'or             | Ruth Chepngetich            | Kenya                      | 2 h 32 min 43 s |       |
| Médaille d'argent         | Rose Chelimo                | Bahreïn                    | 2 h 33 min 46 s |       |
| Médaille de bronze        | Helalia Johannes            | Namibie                    | 2 h 34 min 15 s |       |
| 4                         | Edna Kiplagat               | Kenya                      | 2 h 35 min 36 s | SB    |
| 5                         | Volha Mazuronak             | Biélorussie                | 2 h 36 min 21 s |       |
| 6                         | Roberta Groner              | États-Unis                 | 2 h 38 min 44 s |       |
| 7                         | Mizuki Tanimoto             | Japon                      | 2 h 39 min 09 s |       |
| 8                         | Kim Ji-hyang                | Corée du Nord              | 2 h 41 min 24 s |       |
| 9                         | Lyndsay Tessier             | Canada                     | 2 h 42 min 03 s | SB    |
| 10                        | Jo Un-ok                    | Corée du Nord              | 2 h 42 min 23 s |       |
| 11                        | Madoka Nakano               | Japon                      | 2 h 42 min 39 s |       |
| 12                        | Desi Jisa Mokonin           | Bahreïn                    | 2 h 43 min 19 s |       |
| 13                        | Carrie Dimoff               | États-Unis                 | 2 h 44 min 35 s | SB    |
| 14                        | Ri Kwang-ok                 | Corée du Nord              | 2 h 46 min 16 s |       |
| 15                        | Visiline Jepkesho           | Kenya                      | 2 h 46 min 38 s |       |
| 16                        | Marta Galimany              | Espagne                    | 2 h 47 min 45 s |       |
| 17                        | Nastassia Ivanova           | Biélorussie                | 2 h 48 min 41 s |       |
| 18                        | Charlotta Fougberg          | Suède                      | 2 h 49 min 17 s |       |
| 19                        | Anne-Mari Hyryläinen        | Finlande                   | 2 h 51 min 26 s |       |
| 20                        | Marcela Joglová             | Tchéquie                   | 2 h 52 min 22 s |       |
| 21                        | Rutendo Joan Nyahora        | Zimbabwe                   | 2 h 52 min 33 s |       |
| 22                        | Sardana Trofimova           | Athlètes neutres autorisés | 2 h 52 min 46 s |       |
| 23                        | Nazret Weldu                | Érythrée                   | 2 h 53 min 45 s |       |
| 24                        | Ma Yugui                    | Chine                      | 2 h 55 min 24 s |       |
| 25                        | Galbadrakhyn Khishigsaikhan | Mongolie                   | 2 h 56 min 15 s |       |
| 26                        | Alisa Vainio                | Finlande                   | 2 h 56 min 30 s | SB    |
| 27                        | Melanie Myrand              | Canada                     | 2 h 57 min 40 s |       |
| 28                        | Salomé Rocha                | Portugal                   | 2 h 58 min 19 s |       |
| 29                        | Gloria Priviletzio          | Grèce                      | 2 h 58 min 43 s |       |
| 30                        | Valdilene dos Santos Silva  | Brésil                     | 2 h 59 min 00 s |       |
| 31                        | Manuela Soccol              | Belgique                   | 2 h 59 min 11 s |       |
| 32                        | Sviatlana Kudzelich         | Biélorussie                | 3 h 00 min 38 s |       |
| 33                        | Ciren Cuomu                 | Chine                      | 3 h 01 min 56 s |       |
| 34                        | Bayartsogtyn Mönkhzayaa     | Mongolie                   | 3 h 02 min 57 s |       |
| 35                        | Rochelle Rodgers            | Australie                  | 3 h 05 min 12 s |       |
| 36                        | Andreia Hessel              | Brésil                     | 3 h 06 min 13 s |       |
| 37                        | Johanna Bäcklund            | Suède                      | 3 h 08 min 30 s |       |
| 38                        | Kelsey Bruce                | États-Unis                 | 3 h 09 min 37 s |       |
| 39                        | Mayada Al-Sayad             | Palestine                  | 3 h 10 min 30 s |       |
| 40                        | Gabriela Traña              | Costa Rica                 | 3 h 19 min 13 s |       |
|                           | Elvan Abeylegesse           | Turquie                    | DNF             |       |
| Ruti Aga                  | Éthiopie                    | DNF                        |                 |       |
| Bojana Bjeljac            | Croatie                     | DNF                        |                 |       |
| Monika Bytautienė         | Lituanie                    | DNF                        |                 |       |
| Fadime Çelik              | Turquie                     | DNF                        |                 |       |
| Rosa Chacha               | Équateur                    | DNF                        |                 |       |
| Linet Toroitich Chebet    | Ouganda                     | DNF                        |                 |       |
| Shure Demise              | Éthiopie                    | DNF                        |                 |       |
| Roza Dejere               | Éthiopie                    | DNF                        |                 |       |
| Sara Dossena              | Italie                      | DNF                        |                 |       |
| Giovanna Epis             | Italie                      | DNF                        |                 |       |
| Shitaye Eshete            | Bahreïn                     | DNF                        |                 |       |
| Sasha Gollish             | Canada                      | DNF                        |                 |       |
| Dagmara Handzlik          | Chypre                      | DNF                        |                 |       |
| Ayano Ikemitsu            | Japon                       | DNF                        |                 |       |
| Sitora Khamidova          | Ouzbékistan                 | DNF                        |                 |       |
| Mariya Korobitskaya       | Kirghizistan                | DNF                        |                 |       |
| Li Dan                    | Chine                       | DNF                        |                 |       |
| Failuna Matanga           | Tanzanie                    | DNF                        |                 |       |
| Clémentine Mukandanga     | Rwanda                      | DNF                        |                 |       |
| Elvanie Nimbona           | Burundi                     | DNF                        |                 |       |
| Cecilia Norrbom           | Suède                       | DNF                        |                 |       |
| Matea Parlov Koštro       | Croatie                     | DNF                        |                 |       |
| Charlotte Purdue          | Royaume-Uni                 | DNF                        |                 |       |
| Lonah Chemtai Salpeter    | Israël                      | DNF                        |                 |       |
| Oleksandra Shafar         | Ukraine                     | DNF                        |                 |       |
| Hanna Vandenbussche       | Belgique                    | DNF                        |                 |       |
| Hiruni Kesara Wijayaratne | Sri Lanka                   | DNF                        |                 |       |
| Tish Jones                | Royaume-Uni                 | DNS                        |                 |       |
| Nikolina Šustić           | Croatie                     | DNS                        |                 |       |

## Légende
Records et Performances
- AR : Record continental (area record)
- CR : Record des championnats (championship record)
- MR : Record du meeting (meet record)
- NR : Record national (national record)
- OR : Record olympique (olympic record)
- PR : Record paralympique (paralympic record)
- PB : Record personnel (personal best)
- SB : Meilleure performance personnelle de la saison (season's best)
- WL : Meilleure performance mondiale de l'année (world leader)
- WJR : Record du monde junior (world junior record)
- WR : Record du monde (world record)

Circonstances et Conditions
- DNF : N'a pas terminé (did not finish)
- DNS : N'a pas pris le départ (did not start)
- DQ : Disqualification (disqualification)
- NM : Aucun essai valable enregistré (No Mark)
- Q : Qualifié « directement » au prochain tour (ou à la prochaine compétition), lors d'une compétition majeure, grâce au classement ou à la réalisation des minima (automatic qualifier)
- q : Qualifié au prochain tour (ou à la prochaine compétition), lors d'une compétition majeure, grâce au repêchage ou à la réalisation de l'une des meilleures performances parmi celles des « non qualifiés directement » (grâce au meilleur temps ou à la meilleure distance par exemple) (secondary qualifier)